# Ocolașul Mare
Ocolaşul Mare (1907 m n. m.) je hora v pohoří Ceahlău v severovýchodním Rumunsku. Nachází se na území župy Neamț asi 12 km severozápadně od města Bicaz a 30 km západně od města Piatra Neamț. Vrchol je místem dalekého rozhledu. Ocolaşul Mare je nejvyšší horou celého pohoří. Některé zdroje však uvádějí jako nejvyšší bod pohoří vrchol Toaca (1901 m n. m.), který leží necelé 3 km na sever.
Na vrchol lze vystoupit po značených turistických cestách z několika směrů, například z osady Stațiunea Durău či z osady Izvoru Muntelui.